# Jürgen Bandura
Jürgen Bandura (* 22. Juni 1940 in Oppeln; † 12. Mai 2018) war ein deutscher Fußballspieler. Bandura spielte von 1964 bis 1974 für Hannover 96 in der Fußball-Bundesliga und absolvierte in dieser Zeit 298 Ligaspiele, in denen er 34 Tore erzielte. Er war damit bis zum 21. April 2013, als Steven Cherundolo in dieser Hinsicht mit ihm gleichzog, alleiniger Rekordspieler der Niedersachsen in der höchsten deutschen Spielklasse. Zudem spielte er für Hannover 22-mal im DFB-Pokal und absolvierte 14 Spiele im Messepokal, in denen ihm zwei Tore gelangen.

## Karriere

### Herne, bis 1964
Bei der SpVgg Horsthausen, einem unterklassigen Amateurverein aus dem jetzigen (2021) Stadtbezirk Herne Mitte, verbrachte der im Zweiten Weltkrieg in Oberschlesien zur Welt gekommene junge Fußballer Jürgen Bandura seine Jugendjahre. Mit 19 Jahren wechselte er zur Lokalgröße Westfalia Herne, verbrachte eine Runde in deren Amateurmannschaft und wurde zur Saison 1960/61 – wie auch Jugendnationalspieler Jürgen Koch – in den Kader der Vertragsspielermannschaft von Westfalia in der damaligen Erstklassigkeit der Fußball-Oberliga West übernommen. Unter Trainer Fritz Langner debütierte er am 6. November 1960, einem 1:1-Auswärtsremis beim Duisburger Spielverein, in der Oberliga West. Er bildete dabei auf Rechtsaußen mit Alex Kraskewitz, Gerhard Clement, Kurt Gehlisch und Jürgen Koch den Angriff der Westfalia. Das Team vom Stadion am Schloss Strünkede belegte um die Leistungsträger Hans Tilkowski, Helmut Benthaus, Alfred Pyka, Otto Luttrop und Willi Overdieck den 5. Rang im Westen und Bandura hatte sich mit fünf Einsätzen begnügen müssen.
In den letzten zwei Runden der alten Oberligaära, 1961/62 und 1962/63, spielte er sich in die Stammelf von Westfalia Herne und absolvierte 45 Oberligaspiele, in denen er elf Tore erzielte. Nach der Runde 1961/62 hatte Trainer Langner Herne verlassen und in Mönchengladbach unterschrieben und Fritz Silken war zur „Bundesliga-Qualifikationsrunde“ 1962/63 bei der Westfalia als sein Nachfolger angetreten. Wer über Fußball redete in dieser Zeit, sprach über die neu zu schaffende Liga. Die Aktionen des Vorstandes wirkten halbherzig, was auch den Spielern nicht verborgen blieb. „Es hatte sich abgezeichnet, dass Westfalia gar nicht in die Bundesliga gehen sollte. Das haben wir auch als Spieler mitgekriegt. Der Vorstand hat immer gesagt: ‚Das Risiko ist einfach zu groß',“ erzählte Alfred Pyka und bringt den Dissens auf den Punkt: „Die Spieler wollten Bundesliga spielen, aber was sollte man machen, wenn der Verein das nicht wollte?“ Trainer Fritz Silken schilderte die psychologische und sportliche Tristesse des Winters 1962/63 bei der Westfalia: „Die Spieler waren nicht mehr zu motivieren. Sie waren abgeschliffen. Dazu kam noch ein furchtbarer Winter mit abwechselnd Frost und Regen. Die Plätze waren kaputt, und vernünftig trainieren konnten wir auch nicht. Wir hatten alle vier Wochen mal ein Spiel und von November bis März kein einziges Heimspiel. Aufgrund der nicht vorhandenen Zuschauereinnahmen kriegten die Spieler ihr Geld nicht, oder jedenfalls erst später. Und die Wahrnehmung, wir könnten in die Bundesliga kommen, war auch tot, denn die hatte der Vorstand abgewürgt.“
Am 4. April 1963, nach fast fünf sieglosen Monaten, lag Westfalia am 22. Spieltag, abgeschlagen mit 14:30 Punkten auf dem vorletzten Platz der Oberliga, d. h. nach der Tabellenführung im September hatte die Mannschaft 6:28 Punkte eingefahren! Trainer Silken demissionierte am 16. April – fünf Spieltage vor Ende einer katastrophalen Saison. Westfalia beendete die Saison mit 21:39 Punkten auf dem drittletzten Platz der Oberliga West und „Eddy“ Bandura hatte in 26 Ligaeinsätzen fünf Tore erzielt.
Bandura ging mit Herne zur Saison 1963/64 mit in die Zweitklassigkeit der Fußball-Regionalliga West. Mit Hans Hipp kam zwar ein neuer Trainer zum Schloss, er stand aber deutlich in der Tradition von „Feldwebel“ Langner. Im Spielerkader hatte Herne die Verluste von Tilkowski (Borussia Dortmund), Luttrop (1860 München), Pöggeler (Mönchengladbach), Fischer (SuS Lage) und Overdieck (Karriere beendet) zu verkraften. Demgegenüber kam es zu den Neuverpflichtungen von Horst Wandolek (Rückkehrer), Hans Sondermann, Gerhard Wilbrandt und Ex-Nationalspieler Hans Cieslarczyk. Der Saisonstart verlief enttäuschend und am Rundenende rangierte Herne auf dem 6. Rang. Bandura war in 34 Ligaspielen aufgelaufen und hatte 10 Tore erzielt. Im Sommer 1964 beendete er nach 50 Oberliga- und 34 Regionalligaspielen mit insgesamt 21 Toren seine Spielertätigkeit bei Westfalia Herne und unterschrieb einen Vertrag als Lizenzspieler beim Bundesligaaufsteiger Hannover 96.

### Hannover, 1964 bis 1974
Nach dem Bundesligaaufstieg 1964 holte Hannover 96 den Stürmer von Westfalia Herne in seinen Spieler-Kader für die erste Saison in der Bundesliga. Man vertraute dabei auch auf seine Erfahrung in Herne in den Jahren 1960 bis 1963 mit insgesamt 50 Spielen in der damals erstklassigen Oberliga West. Neben „Eddy“ Bandura wurden auch noch Heiner Klose, Karl-Heinz Mülhausen und das Eigengewächs Bodo Fuchs neu unter Vertrag genommen. Tatsächlich wurde die Saison 1964/65 zu einem großen Erfolg für die von Trainer Helmut Kronsbein geführten Aufsteiger. Man belegte auf Anhieb den 5. Rang und imponierte mit gekonntem Angriffsspiel. Mittelstürmer Walter Rodekamp wurde daraufhin sogar in die Nationalmannschaft berufen, aber auch der ballsichere linke Außenstürmer Bandura trug mit seinen 26 Einsätzen und den dabei erzielten 9 Treffern wesentlich zum Erfolg bei. Am 12. September 1964 bei einem Heimspiel gegen den 1. FC Nürnberg hatte der Mann aus Herne bei einem 2:2-Remis vor 65.000 Zuschauern in der Bundesliga debütiert. Der Gastgeber war dabei im Angriff mit Fred Heiser, Werner Gräber, Rodekamp, Udo Nix und Bandura angetreten und der Debütant hatte in der 23. Minute für den 2:2-Ausgleichstreffer gesorgt. Im Rückrundenbeginn zeichnete sich Bandura am 2. Januar 1965 bei einem 1:0-Auswärtserfolg beim Titelverteidiger 1. FC Köln vor 30.000 Zuschauern als Torschütze zum 1:0 der Gäste aus. Im Spielbericht wurden die Außen Heiser und Bandura als stark beschrieben.
Die kontinuierliche Fortsetzung dieser Leistung gelang Hannover 96 in den nächsten Jahren nicht mehr. Bandura spielte in Hannover in zehn Jahren unter zehn verschiedenen Trainern, darunter Zlatko „Tschik“ Čajkovski, Helmuth Johannsen und Hannes Baldauf, von denen die meisten nicht länger als ein Jahr blieben. Auch wurden immer wieder namhafte Spieler verpflichtet, darunter Hans Siemensmeyer, Jupp Heynckes und Josip Skoblar, doch gelang es der Mannschaft nicht, sich in obere Tabellenregionen vorzuarbeiten. Nach zehn Jahren musste Hannover 96 1974 absteigen.
Jürgen Bandura wechselte in seiner Zeit in Hannover mehrfach die Position und spielte sowohl im Mittelfeld als auch in den 1970er Jahren in der Abwehr als Außenverteidiger. Dabei gehörte er durchgängig zu den Leistungsträgern bei Hannover 96. Am Ende der Saison 1973/74 beendete er seine Karriere als Spieler.
In den europäischen Vereinswettbewerb trat er erstmals mit Hannover um den Messe-Pokal 1965/66 ein. Nach einem Freilos in der 1. Runde eröffneten die „Roten“ am 10. November 1965 mit einem 5:0-Heimerfolg gegen den FC Porto den Wettbewerb. Bandura gelang dabei der zwischenzeitliche Treffer zum 3:0. In der 3. Runde trafen die Niedersachsen auf den spanischen Spitzenclub FC Barcelona mit deren Könnern wie Pedro Zaballa, José Antonio Zaldúa, Josep Fusté, Joaquim Rifé und Lucien Muller und machten es dem späteren Pokalsieger in drei Spielen (2:1, 0:1, 1:1 n. V.; Barcelona nach Münzwurf weiter) sehr schwer. Bandura hatte im Entscheidungsspiel seine Mannschaft in der ersten Halbzeit mit 1:0 in Führung gebracht und Luis Pujol hatte erst in der 88. Minute zum 1:1 getroffen. Der vielseitig einsetzbare und ballsichere Linksfuß hat von 1965 bis 1970 mit den Sechsundneunzigern 14 EC-Spiele absolviert und zwei Tore erzielt.
Nach seiner Karriere als Spieler arbeitete Bandura in seinem erlernten Beruf als Kaufmann bei der städtischen Baugesellschaft in Hannover. In den 1980er Jahren arbeitete er zudem als Trainer beim VfV Hildesheim und Stern Misburg, ehe er die B-Jugend von Hannover 96 übernahm, die er in acht Jahren sechsmal in die Endrunde um die deutsche Meisterschaft brachte.
Jürgen Bandura verstarb am 12. Mai 2018 im Alter von 77 Jahren.